# Jakob Henriques
Jakob Henriques, född 1972, är en svensk klassiskt skolad gitarrist. Han har solistdiplom från Kungliga Musikhögskolan i Stockholm. Han har fått flera priser i internationella gitarrtävlingar, exempelvis tredjepris i tävlingen Masters of tomorrow vid Kammarmusikfestivalen i Piteå. 
Henriques har deltagit som solist i ett flertal internationella musikfestivaler i Sverige, Italien och USA. Han undervisar som masterclass-lärare vid musikhögskolor i Sverige. Han har framfört ett flertal solistverk för gitarr med Sveriges Radios symfoniorkester och i Berwaldhallen och har gjort ett flertal inspelningar av klassiska originalkompositioner för gitarr. En inspelning har han gjort tillsammans med Jonas Lindgård. 
Henriques har också arbetat med att få fram originalnoter till äldre kompositioner för andra instrument och transponerat om dessa till gitarr. Bland annat J.S. Bachs Partita II (BWV 1004) för flöjt har genomarbetats och spelats in på gitarr.
Han arbetar sedan 2004 som konstnärlig ledare vid den återkommande festivalen Musikdagar i Gryt.

## Diskografi
Scheherazade Lindgård - Henriques (nosag CD 094) 2005